# 竹内敬持
竹内 敬持（たけのうち たかもち、正徳2年（1712年） - 明和4年12月5日（1767年1月24日））は、江戸時代中期の神道家、尊王論者。通称は竹内 式部（たけのうち しきぶ）。号は正庵・羞斎（しゅうさい）など。子に竹内主計がいる。

## 経歴

### 出生から上京後
1712年（正徳2年）、越後に生まれる。父は医師の竹内宗詮。
1728年（享保13年）頃に上京し、山崎闇斎門下の玉木正英・松岡仲良に師事して、儒学・垂加神道を学んだ。しかし、学説上の対立があり、玉木が弟子である松岡を破門したことで、式部も破門されている。
家塾を開いて、若い公家たちに大義名分を重んじる垂加神道の講義を開始する。最盛期には700人ないし800人の弟子を有したとされ、そのうちの1人である徳大寺公城に1745年（延享2年）頃に召し抱えられたほか、摂家の二条宗基も式部の教えを受けてその支援者となる。

### 京都追放
しかし、式部の仏教排除の思想が、一条道香や天皇の嫡母青綺門院から反発を受ける。とりわけ式部に対して不信感を抱いていた道香は、武家伝奏の柳原光綱と共に、たびたび京都所司代に式部とその周辺について相談している。
やがて式部の教えを受けた徳大寺ら近習を中心とする若手公家と、道香を中心とする摂家の間で、朝廷の現状に対する認識の相異が顕在化する。対立は次第に深刻化し、1758年（宝暦8年）6月28日に所司代は式部を町預にして取調を開始するが、所司代が朝廷内部の争いに利用されることを警戒したことで本格的な捜査には至らず、京都町奉行に拘束されたのは7月23日のことであった。一条に代わって関白になっていた近衛内前は、「当面の措置」として竹内門弟の若手公家たちの謹慎を命じるが、彼らは天皇に対して「竹内の拘束やそれに伴う自分たちの謹慎は一条ら摂家の策謀である」とし、その排除を訴え始めた。しかし、一条ら摂家が若手公家による摂家排除の企ての証拠を掴むと、7月24日に桃園天皇に迫って近習ら若手公家の大量処分を断行された。
式部への処分は6月に京都所司代によって検討が開始されたが、その取り調べは難航していた。式部の罪状が定まったのは1759年（宝暦9年）5月のことであり、「堂上の公家には講義を求められてもことわるべきであった」「四書五経ではない浅見絅斎の著書『靖献遺言』を用いた」「全体的に教え方が良くなかった」という漠然とした罪状であった。そうして5月7日、式部は重追放の処分を受けて京都および関八州、東海道などから追放された。

### 追放後からの死没
その後、式部は伊勢国宇治に赴き、同地に鎮座する神宮の神職らに講義するなど、それまでと変わらない活動を展開していた。しかし、1766年（明和3年）、山県大弐らによる明和事件の際に関与を疑われ、式部は江戸に召喚された。山県との関係についての疑いは晴れたが、追放中の身でありながら京都に立ち入ったことが発覚し、翌1767年（明和4年）に八丈島へ流罪となった式部は、その護送途中に三宅島で病没した。

### 没後
1891年（明治24年）12月に山県大弐や藤井右門と共に正四位が贈られ、翌1892年（明治25年）6月に上野公園にて贈位を祝福する祭典が行われた。

### 新潟での顕彰
出生地の新潟市では、1916年、白山神社に竹内式部碑が建てられ、150年祭が行われた。1932年には三宅島の墓所から分骨され、1933年、四ツ屋町（日和山墓地）に墓所が築かれた。
1934年（昭和9年）に竹内神社の建立準備会が開催された。1936年（昭和11年）年12月5日に新潟市役所で奉賛会発足会が挙行された（発足会挙行後の活動がわかる資料が見当たらず、詳細は不明）。皇紀2600年事業に関連し、1939年（昭和14年）年に記念事業委員会上で、市会議長が竹内神社の建立を提案。また、護國神社の中への建設案を上申し了承される。内務省は竹内神社の建立に関しては賛成するも、護國神社と同一の場所に建立しないことや、竹内神社を建立する際は立派な形で建立することを条件として提示した。その後、護国神社の新築が決まると、寄附金募集が困難として竹内神社の建立は延期となり、結局、幻に終った。